# Pseudowintera
Pseudowintera es un género  de árboles y arbustos leñosos siempreverdes, pertenecientes a la familia de las  winteráceas.  Las especies de Pseudowintera son nativas de Nueva Zelanda.  

## Especies
- Pseudowintera axillaris (J.R.Forst. & G.Forst.) Dandy 1933 , es la conocida como horopito de tierras bajas.  Es un arbusto o arbolito de hasta 8 m de altura.  Se distribuye en bosques montnos de tierras bajas, de 35º a 42° de Lat. S.  En la South Island crece en el oeste.
- Pseudowintera colorata  (Raoul) Dandy 1933 ,  es un arbusto siempreverde o arbolito, comúnmente conocdio como madera de pimienta o horopito de montaña, de 1-2,5 m de altuta, con hojas amarillas y verdes manchadas de rojo, y en primavera con nuevas hojas rojo brillantes.  Ampliamente hallada en Nueva Zelanda, y también a 36º 30' Lat. S en el sur de la isla Stewart.

- Pseudowintera traversii es un arbusto compacto, de apenas 1 m de altura. Su distribución se limita al rincón noroeste de la South Island, de "Collingwood" a Westport.